# Instituto Tecnológico de Aeronáutica
O Instituto Tecnológico de Aeronáutica (ITA) é uma instituição de ensino superior pública da Força Aérea Brasileira, vinculada ao Departamento de Ciência e Tecnologia Aeroespacial (DCTA), localizado na cidade de São José dos Campos, São Paulo e com futuro campus em Fortaleza, no Ceará.
O ITA possui cursos de graduação e pós-graduação em áreas ligadas à engenharia, principalmente no setor aeroespacial. É considerado uma das melhores instituições de ensino superior do Brasil. O ITA oferece aos seus alunos alimentação gratuita e moradia de baixo custo, dentro do próprio DCTA.

## História
O ITA foi criado pelo Marechal-do-Ar Casimiro Montenegro Filho.
De acordo com o previsto no plano de criação do antigo Centro Técnico Aeroespacial (CTA, atual DCTA), o primeiro instituto a ser instalado seria uma escola de formação de engenheiros aeronáuticos. Assim, desde o início de seus trabalhos, paralelamente às atividades de construção e aquisição de equipamentos, a Comissão de Organização do DCTA (COCTA) selecionou professores e técnicos para o Instituto Tecnológico de Aeronáutica, os quais inicialmente trabalharam junto à Escola Técnica do Exército (atual Instituto Militar de Engenharia, IME).
Após o Decreto 27.695/50 transferir daquela escola para o ITA os cursos de preparação e formação de engenheiros de aeronáutica, o então Ministro da Aeronáutica baixou instruções regulando a admissão ao ITA (Portaria nº 38, de 1º de março de 1950) e a organização do mesmo (Portaria nº 88, de 24 de abril de 1950).
Nos termos do Decreto nº 5.657, de 30 de dezembro de 2005, o ITA é uma das Organizações Militares (OM) subordinadas ao atual DCTA.
Em 19 de setembro de 2024, o Ministério da Educação autorizou a 1ª etapa da construção do campus do Instituto no Ceará, sendo a primeira unidade fora da Região Sudeste. O novo campus, localizado na Base Aérea de Fortaleza, contará inicialmente com os cursos de Engenharia de Energias Renováveis e Engenharia de Sistemas, terá 18.568,59 m² e será dividido em: bloco de alojamentos com três pavimentos: duas salas de atividades, área de circulação, uma sala de aula, dois quartos com acessibilidade para pessoas com deficiência (capacidade: quatro alunos), 40 quartos com sala de estar e cozinha (capacidade: 80 alunos) e bloco para cursos de engenharia com três pavimentos: 14 laboratórios didáticos, quatro salas de apoio técnico, oito salas de aula, dois auditórios, seis salas de reunião, seis salas de estudo, duas salas de convivência, dois setores com diversas salas para professores, biblioteca, espaço de eventos e exposições. As primeiras turmas começarão em 2025, no Campus São José dos Campos, onde os alunos vão cursar o ciclo básico (dois primeiros anos). A partir do terceiro ano da graduação (2027), as aulas passarão a ser ministradas no novo campus de Fortaleza.

## Vestibular
Em todo o Brasil, o vestibular do ITA é reconhecido como um dos mais difíceis do país e consiste em três fases. A primeira fase é constituída por provas objetivas de Física, Química, Matemática e Inglês, sendo 12 questões de cada disciplina. Apenas as três primeiras matérias compõem a média, enquanto Inglês é apenas eliminatória. Já a segunda fase abrange provas de Física, Matemática, Química (realizadas em dias distintos, provas dissertativas) e Português (15 questões objetivas e uma redação). Já a terceira fase consiste na Inspeção de Saúde e na heteroidentificação (para o caso de alunos cotistas).  As questões são elaboradas com alto grau de complexidade e abrangem conteúdos que nem sempre são vistos pela maioria das escolas do ensino médio.
As inscrições ao concurso vestibular do ITA são exclusivas para brasileiros natos. Desde 2022, a primeira fase costuma ocorrer na primeira quinzena de outubro, enquanto a segunda acontece no início de novembro. A terceira ocorre em janeiro, quando os aprovados devem se apresentar em São José dos Campos. 
No edital do exame de 2025, foram disponibilizadas 180 vagas, sendo que 30 dessas vagas seriam para os cursos do novo campus em Fortaleza. Além disso, 40 das 180 vagas são destinadas a optantes pela carreira militar (sendo que a opção é feita no fim do 1° ano), além de 36 vagas para cotistas, conforme a Lei de Cotas. 
Na 1ª fase do exame, o candidato deve acertar pelo menos 5 (de 12) questões de cada matéria, ter média geral superior a 5  e estar entre os 560 melhores classificados para ser convocado para a 2ª fase, caso concorra na Ampla Concorrência (AC), ou entre os 140 melhores, caso concorra nas vagas reservadas aos cotistas. 
Já os critérios de aprovação na 2ª fase são:
- Nota em todas as matérias maior ou igual a 4,0
- Média geral maior ou igual a 5,0
- Nota em redação diferente de 0,0
- Acertar 6 ou mais questões na prova objetiva de Português
- Estar entre os 144 (AC) ou 36 (cotas) melhores colocados.

Eventuais critérios de desempates podem ser verificados no edital do concurso.

## Cursos

### Graduação
O ITA oferece os seguintes cursos de graduação:
São José dos Campos:
- Engenharia Aeroespacial
- Engenharia Aeronáutica
- Engenharia Civil-Aeronáutica
- Engenharia de Computação
- Engenharia Eletrônica
- Engenharia Mecânica-Aeronáutica

Fortaleza:
- Engenharia de Energias Renováveis
- Engenharia de Sistemas

### Pós-graduação
O ITA foi pioneiro na pós-graduação em engenharia no Brasil. Os programas de pós-graduação stricto sensu, previstos na lei federal n° 2.165/54, foram formalmente regulamentados em 1961. O ITA formou o primeiro Mestre na área de Engenharia do país em 1963 e o primeiro Doutor em 1970. A primeira dissertação de Mestrado foi defendida em 10 de janeiro de 1963 na área de Física e, em 22 de janeiro do mesmo ano, na área de Engenharia Eletrônica.
Os Programas de Pós-Graduação do ITA têm por objetivo a formação de profissionais nos níveis de Mestrado e Doutorado para atuarem em ensino, pesquisa e desenvolvimento com ênfase no desenvolvimento de estudos e técnicas que contribuam para o estabelecimento de novas tecnologias adequadas à realidade brasileira, notadamente no Setor Aeroespacial.
A matrícula do aluno é  efetuada em uma determinada Área de Concentração, caracterizada por um conjunto coerente de disciplinas obrigatórias e eletivas, além do tema de pesquisa para uma Tese. Os candidatos são aceitos em função de uma proposta de Plano de Trabalho, sendo que, no Curso de Doutorado, este deve ser previamente definido com um orientador de tese credenciado do Programa.
O ITA oferece os seguintes programas de pós-graduação no nível de Mestrado e Doutorado:
- Engenharia Aeronáutica e Mecânica - PG/EAM
  - Aerodinâmica, Propulsão e Energia – PG/EAM-A
  - Mecânica dos Sólidos e Estruturas – PG/EAM-E
  - Materiais e Processos de Fabricação – PG/EAM-M
  - Sistemas Aeroespaciais e Mecatrônica – PG/EAM-S
  - Mecânica do Voo – PG/EAM-V
  - Produção – PG/EAM-P
- Engenharia Eletrônica e Computação - PG/EEC
  - Dispositivos e Sistemas Eletrônicos - PG/EEC-D
  - Informática - PG/EEC-I
  - Microondas e Optoeletrônica - PG/EEC-M
  - Sistemas e Controle - PG/EEC-S
  - Telecomunicações - PG/EEC-T
- Engenharia de Infra-Estrutura Aeronáutica - PG/EIA
  - Infra-Estrutura Aeroportuária - PG/EIA-I
  - Transporte Aéreo e Aeroportos - PG/EIA-T
- Física - PG/FIS
  - Física Atômica e Molecular - PG/FIS-A
  - Física Nuclear - PG/FIS-N
  - Física de Plasmas - PG/FIS-P
- Ciências e Tecnologias Espaciais - PG/CTE
  - Química dos materiais - PG/CTE-Q
  - Propulsão Espacial e Hipersônica - PG/CTE-P
  - Sensores e Atuadores Espaciais - PG/CTE-S
  - Sistemas Espaciais, Ensaios e Lançamentos - PG/CTE-E
  - Física e Matemática Aplicadas - PG/CTE-F

## O ITA e a Força Aérea

### CPOR

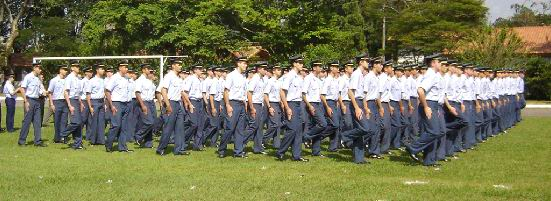
Formatura dos alunos do CPOR

Na graduação, a matrícula do candidato aprovado e classificado no Concurso de Admissão implica compulsoriamente na sua matrícula no Centro de Preparação de Oficiais da Reserva da Aeronáutica (CPORAER-SJ, ou apenas CPOR). Ao fim do curso no CPOR, que dura um ano, os alunos se tornam Aspirante a Oficial da Reserva da Aeronáutica. Como em outros cursos militares, existem métodos para seleção de condições físicas dos candidatos.
Devido ao CPOR, os calouros devem estar presentes no ITA um mês antes que os demais alunos, para poderem receber instruções militares diárias. Após esse período, as instruções passam a ocorrer nas manhãs das quintas-feiras, durante todo o primeiro ano do curso de graduação, além de formaturas semanais, às segundas e às quintas. Durante o primeiro ano os alunos também são submetidos à disciplina militar, embora somente durante as instruções no CPOR. Nos alojamentos e no campus, fora dos períodos de instrução, eles são tratados como civis.
Enquanto participa do CPOR o aluno recebe um soldo. Após o primeiro ano, os alunos não-optantes pela carreira militar voltam a ser civis e deixam de receber o soldo.

### Alunos optantes pela carreira militar
Ao longo do 1º ano do curso, todos os alunos são considerados militares e remunerados de acordo com a Tabela de Soldos dos Militares das Forças Armadas, na condição de Aluno de Órgão de Formação de Oficiais da Reserva. Essa remuneração atualmente corresponde àquela estabelecida para "Aspirante e Cadete (demais anos), Alunos do Centro de Formação de Oficiais da Aeronáutica" e "Aluno de Órgão de Formação de Oficiais da Reserva" na tabela supramencionada, que corresponde ao Anexo LXXXVII da lei federal 11.784/08.
A partir do ano de 2019, os alunos do 2º ano do curso fundamental que optarem pela carreira militar continuam com as atividades do CPOR, com instruções quinzenais às segundas-feiras, no período da tarde, ainda com o posto de Aluno de Órgão de Formação de Oficiais da Reserva. Eles continuam remunerados durante o 2º ano do curso fundamental, segundo a mesma Tabela de Soldos utilizada no ano em que são admitidos pela Força Aérea.
No início do primeiro ano do curso profissional (terceiro ano de faculdade), os alunos que tenham optado pela carreira militar são reconvocados já com o posto de Aspirante a Oficial. Esses alunos recebem instruções militares semanais. 
Após a formatura, decorridos os cinco anos de Curso, esses militares são promovidos ao posto de 1º Tenente Engenheiro e então passam a receber uma remuneração correspondente ao soldo respectivo acrescido dos adicionais pertinentes previstos na Lei de Remuneração dos Militares (LRM). Esses novos oficiais são ainda incluídos no Quadro de Oficiais Engenheiros da Ativa da Aeronáutica (QOEng) e ficam obrigatoriamente engajados na FAB por pelo menos 3 anos, de modo que o investimento público em sua formação técnico-militar possa ser compensado pela prestação obrigatória do serviço militar.
Se durante o curso de graduação ou o período de engajamento obrigatório de três anos o militar desejar se desvincular da Aeronáutica, por força do contrato do estágio de serviços ser-lhe-á cobrada uma quantia a título de indenização. O montante da indenização é variável, será calculado pelo Comando da Aeronáutica e dependerá do total de gastos já ocorridos com a formação do indivíduo e sua eventual participação efetiva no oficialato.

## Regime escolar

### Carga horária
As aulas são ministradas de segunda a sexta na parte da manhã (normalmente das 8h às 12h), e no período da tarde é frequente a realização de outras atividades acadêmicas como práticas de laboratório. Além disso, algumas provas são marcadas pelos próprios alunos para serem realizadas à noite.

### Curso fundamental
Todos os alunos de graduação do ITA passam pelo Curso Fundamental antes de ingressarem no curso profissional que pretendem cursar. Esse curso tem duração de 2 anos, e nesse período o aluno ainda pode requerer mudança da especialidade que irá cursar no curso profissional (sujeita à existência de vagas). O Curso Fundamental é geralmente composto por: 8 cadeiras de matemática, 4 de física, 2 de química, desenho técnico, resistência dos materiais, estatística, termodinâmica, programação em C, cálculo numérico, dentre outras matérias além de 2 cadeiras de Humanidades ("Epistemologia e Filosofia da Ciência" e "Tecnologia e Sociedade").

### Ano letivo e duração do curso
O ano é dividido em dois períodos letivos, cada um com 16 (dezesseis) semanas de aulas e uma semana de exames, no mínimo. Cada período letivo é composto de dois semi-períodos, separados por uma semana de recuperação (semaninha) em que não há aulas. Na graduação, as matérias geralmente são semestrais, e a maioria delas devem ser obrigatoriamente cursadas no semestre designado pelo ITA. Dessa forma, a duração do curso do ITA é igual para todos os alunos que não tenham trancado a matrícula: 10 semestres. A formatura do aluno é atrasada em 2 semestres para cada vez que for trancada a matrícula, sendo o trancamento de matrícula regulado pelo ITA. O trancamento de matrícula pode ser aplicado compulsoriamente como punição.

### Sistema de avaliação
As notas são comunicadas sob forma de conceito. Os conceitos são:
- L (Louvor)..........9,5-10
- MB (Muito bom)..8,5-9,4
- B (Bom).............7,5-8,4
- R (Regular).........6,5-7,4
- I (Insuficiente).....5,0-6,4
- D (Deficiente)......0,0-4,9

Em cada matéria da graduação o aluno geralmente é avaliado nos dois semestres por provas, relatórios e trabalhos, e no final da matéria por um exame de fim de período. Chamemos de nota de trabalhos correntes a média das duas notas bimestrais e chamemos de nota de exame a nota do exame de fim de período.
Normalmente, a nota de matéria é a média aritmética da nota de trabalhos correntes e da nota de exame, com pesos 2 e 1 respectivamente. Segundo o regimento interno do ITA, o aluno é aprovado em um semestre se obtiver todas as notas de trabalhos correntes iguais ou superiores a 5 e notas de matéria maiores ou iguais a 6,5. A cada semestre, o aluno pode ser reprovado e desligado do ITA se:
- Obtiver alguma nota de trabalhos correntes inferior a 5, qualquer que seja a respectiva nota de exame
- Obtiver alguma nota de matéria inferior a 5
- Obtiver mais de duas notas de matéria inferiores a 6,5

Se o aluno obtiver uma ou duas notas de matéria inferiores a 6,5, e não ocorrer nenhuma das duas situações descritas acima, realiza exame de segunda época nessas matérias. Para cada exame de segunda época chamemos de nota final de matéria a média aritmética entre a nota do exame de segunda época e a respectiva nota de matéria. O aluno é reprovado e desligado do ITA se:
- Obtiver alguma nota final de matéria inferior a 5
- Obtiver duas notas finais de matéria inferiores a 6,5

Se uma única nota final de matéria for inferior a 6,5 e nenhuma for inferior a 5, o aluno pode ser aprovado no período, mas fica como dependente, devendo repetir a matéria no primeiro período em que ela for lecionada se não for dispensado da dependência. Ao cursar a dependência, o aluno deve obter nota suficiente para ser aprovado. Não há exame de segunda época em matéria que o aluno repete como dependente.
Para cada exame de segunda época em que o aluno obtém nota menor que 8,5, é registrado um I. O número máximo de Is é 5. O aluno que obtiver 6 Is é desligado do ITA.
O critério de aprovação descrito acima nem sempre é aplicado rigorosamente. É comum que, nas situações em que o aluno seria desligado do ITA, ele tenha a matrícula trancada, desde que não seja militar e não tenha trancado a matrícula antes, ou tenha trancado uma única vez por motivo de saúde. O aluno que tem a matrícula trancada pode retornar ao ITA no ano seguinte, no semestre que estava cursando (dessa forma, a formatura do aluno é atrasada em um ano). Existem até casos em que o aluno não é desligado nem trancado.

## Vida dos alunos

### Disciplina consciente
A comunidade iteana possui um código de honra e de ética conhecido desde os primeiros anos de existência do ITA como "Disciplina Consciente" (DC). Conceito de difícil definição devido aos seus aspectos subjetivos, consiste na prática de ações dentro das normas estabelecidas sem necessidade de fiscalização. Uma forma de explicar o sentido geral é dizer que a Disciplina Consciente consiste em fazer o que é certo por ser certo, não porque alguém está fiscalizando. Por exemplo, os alunos dessa instituição não colam em provas (que muitas vezes são aplicadas sem fiscais), pois a cola seria um ato de falta de DC.[carece de fontes?]

### Alojamento
O ITA disponibiliza a todos os alunos alojamento, projetado por Oscar Niemeyer, a uma taxa mensal simbólica que inclui contas de luz e água. Mesmo alunos que moram em São José dos Campos costumam optar por residir no alojamento chamado de H-8, que conta com ampla área para a prática esportiva e lazer, dispondo de:
- Quadras de futebol de salão
- Quadra de basquete
- Quadra de voleibol
- Piscina
- Churrasqueira
- Academia de musculação
- Salão de jogos com mesas de sinuca e de futebol de mesa
- Sala de vídeo
- Sala de música
- Sala equipada para prática de lutas
- Lanchonete
- Biblioteca própria
- Sala de estudos

No H-8 existem moradas para 4 ou 6 pessoas, subdivididos em quartos para duas pessoas. Os quartos possuem armário, mesa e cabeceira fixos (de tijolo e concreto) e cama.

### Alimentação
É previsto aos alunos do ITA alimentação gratuita, com quatro refeições diárias em que o aluno pode se servir a vontade. Essas refeições ocorrem no refeitório dos alunos, popularmente conhecido como Rancho, e têm horários definidos. Apesar de ter um cardápio variado são tipicamente compostas por:
- Café-da-manhã (das 6:00 às 7:30): Pão francês, manteiga ou margarina, leite, café e um outro prato que varia a cada dia (um tipo de mingau, queijo, apresuntado, fruta...).
- Almoço (das 11:30 às 13:00): Arroz, feijão, um tipo de verdura, uma carne, um complemento (macarrão, batata, farofa...) além de suco artificial e uma sobremesa.
- Jantar (das 18:00 às 19:00): Esquema semelhante ao do almoço.

A qualidade e o sabor da comida oferecida são alvos constantes de críticas por parte de alguns alunos. Existem restaurantes e cantinas pagos no DCTA, onde alguns alunos preferem ir.

### Iniciativas
Além da vida acadêmica no ITA, boa parte dos alunos se dedica às "iniciativas", Atividades Extracurriculares geralmente executadas no próprio alojamento. Nas iniciativas os alunos gerenciam o alojamento, participam de competições e aprendem habilidades ligadas ou não à área de engenharia. Dessa forma, as iniciativas têm como função a complementação na formação profissional e pessoal, além de contribuir para o desenvolvimento do trabalho em grupo, pró-atividade e liderança. São exemplos de iniciativas, entre outras:
- CASD: Centro Acadêmico Santos-Dumont - O centro acadêmico representa os alunos de graduação do ITA, além de reunir diversos departamentos que contribuem para o alojamento, como:
  - CoHab: Comissão de Habitação – Responsável pela alocação dos alunos nos apartamentos do alojamento.
  - DID: Departamento de Imprensa e Divulgação – Elabora o jornal dos alunos.
  - DOO: Departamento de Ordem e Orientação - Funciona como um judiciário, orientando a conduta dos alunos segundo os fundamentos da DC (Disciplina Consciente).
  - CARE: Comissão de Amparo e Resiliência Emocional - Criada com o objetivo de preservar a saúde emocional dos alunos durante os anos de Graduação com projetos como medITA(aulas de meditação), conversas com psicólogos no H8, entre outros.
  - Zeladoria: Responsável pela manutenção infraestrutural do H8(alojamento dos alunos da Graduação)
  - DA: Diretório Acadêmico - Facilita a comunicação entre o corpo docente e discente da graduação como, por exemplo, eventos de integração entre alunos e professores, eventos de premiação de professores(prêmio Weis) e comunicação direta com coordenadores dos cursos.
  - Cassis: Comissão de Assistência e Ação Social do ITA - Presta ajuda à comunidade carente e a ONG's de São José dos Campos.
- DepCult: Departamento Cultural do ITA - Promove Eventos Artístico-Culturais.
- AAAITA: Associação Atlética Acadêmica do ITA - Organiza torneios esportivos entre os alunos e Interfaculdades, como o Torneio Semana da Asa.
- Aerodesign: Equipe de Competição de Aeromodelos.
- CASDvest: CASD Vestibulares - Curso pré-vestibular para alunos carentes.
- CASDinho: Curso preparatório para vestibulinhos de escolas de ensino médio e escolas técnicas de qualidade para alunos carentes.
- CEE: Comissão de Estágios e Empregos – Promove contato entre os alunos e as empresas empregadoras.
- Maromba: Academia de musculação dos alunos do ITA.
- ITAndroids: Equipe de Robótica do ITA
- ITA Baja: Equipe de Competição com o Mini Baja, um carro de corrida off-road.
- ITA Júnior : Empresa Júnior de Alunos do ITA - Presta Consultoria nas Áreas de Engenharia e Informática.
- Redecasd: Gerencia a Rede de Computadores do alojamento.
- ABU-ITA: Aliança Bíblica Universitária do ITA - Grupo filiado à ABUB voltado ao estudo bíblico.
- ITAbits : Equipe voltada ao desenvolvimento de jogos e aplicativos em geral, com foco em competições.
- ITA Rocket Design: Equipe de alunos que trabalha com tecnologia de foguetes para fins acadêmicos e competições nacionais e mundiais de foguetes de sondagem de alta potência.
- Carniceria: Bateria Universitária do ITA
- AGITA -  Associação LGBT do ITA: Grupo que promove a integração da comunidade LGBT do ITA.

#### ITA Júnior - Consultoria Tecnológica
A ITA Júnior - a Empresa Júnior do ITA - é uma entidade civil, privada e sem fins lucrativos que oferece soluções de engenharia a pequenas, médias e grandes empresas. Foi eleita uma das 5 melhores empresas juniores do país, sendo a primeira em estratégia.
Há 18 anos no mercado, a ITA Júnior é capacitada para sintetizar os problemas dos seus clientes e achar as soluções ideais. Para isso, tem a sua disposição toda a infra-estrutura do ITA, com sua biblioteca e laboratórios, e conta com o apoio de importantes centros de pesquisa da região.
Fazem parte da empresa alunos de graduação do ITA e o processo seletivo é realizado semestralmente. A realização de projetos é orientada por professores do instituto.

## Honrarias

### Menções honrosas
Ao término do curso de Graduação, os alunos podem ser graduados com menções honrosas. Tais menções estão especificadas a seguir junto aos respectivos critérios:
- summa cum laude: média geral[27] L
- magna cum laude: média geral MB, com o mínimo de 50% de nota-de-matéria L;
- cum laude: média geral MB e nenhuma nota inferior a MB;
- distinção em uma Divisão ou Departamento: notas-de-matéria iguais ou superiores a MB em grupos de matérias de uma Divisão ou Departamento em que o aluno tenha cursado pelo menos quatro matérias.

Desde a primeira turma, de 1950, até 2023 o ITA teve apenas: 58 alunos summa cum laude, 72 magna cum laude e 09 cum laude.

### Láurea "Professor Lacaz Netto"
Desde 1996 o ITA concede a "Láurea Professor Lacaz Neto"  (Láurea Lacaz) ao melhor Trabalho de Graduação (TG) do ano, segundo o site do instituto "Será merecedor dessa distinção o engenheiro formado no ITA que após indicação da Coordenação de seu Curso for considerado, por uma Banca integrada por professores de reconhecida competência de um centro de excelência do País, autor do Melhor Trabalho de Graduação daquele ano." ainda "O agraciado receberá, junto com a distinção, um prêmio, oferecido pela empresa Litoral Engenharia, durante a Aula Magna do ano seguinte ou em solenidade previamente anunciada." 

### Láurea Montenegro
Láurea Concedida desde 2002 ao docente que se destacar através da inovação didática e pedagógica, a decisão do docente que receberá a Láurea Montenegro do ano é feita pelo Conselho da Reitoria (CR) através de uma lista com até três nomes selecionados pelo Conselho da Pró-Reitoria de Graduação (CGR) e até três nomes  selecionados pelos alunos de graduação do ITA, por intermédio do Centro Acadêmico Santos-Dumont (CASD), órgão representativo dos alunos de graduação do ITA. 

### Prêmio Weis
Desde 2015 o ITA premia docentes com o Prêmio Weis em duas categorias sendo elas:
- Destaque no ensino: professores que receberam aprovação igual ou superior a 75% dos alunos da turma que o premiou. (Observação: No ano de 2017 utilizou-se o critério: aprovação superior a 65% dos alunos da turma que o premiou.)
- Louvor no ensino: professores premiados em duas turmas e/ou com aprovação igual ou superior a 95% dos alunos da turma que o premiou. (Observação: No ano de 2017 utilizou-se o critério: aprovação igual ou superior a 85% dos alunos da turma que o premiou.)

Segundo o site do ITA "O Prêmio Weis celebra e reconhece a excelência no ensino e a importância da dedicação de professores que, assim como Carl Herrmann Weis, entraram e entram na memória de iteanos [apelido dado aos alunos do ITA] pela inspiração que despertam." 